# Calesia fuscicorpus
Calesia fuscicorpus là một loài bướm đêm trong họ Erebidae.